# Åby Stora Pris
Åby Stora Pris är en stor årlig återkommande travtävling på Åbytravet i Mölndal i Sverige. Den arrangerades för första gången 1936. Det är ett Grupp 1-lopp, det vill säga ett lopp av högsta internationella klass. Tävlingen är svensk travsports näst största internationella lopp, efter Elitloppet. Förstapris i loppet är 1,5 miljoner kronor, och loppet körs över distansen 3 140 meter med autostart (bilstart).
Från 2024 kommer loppet att ersättas av Åby World Grand Prix vart fjärde år. Loppet blir det mest penningstinna travloppet i världen, med sex miljoner kronor i förstapris.

## Upplägg och genomförande
Upplägget av tävlingen har genom åren varierats. Åren 1936–2005 korades vinnaren genom ett ensamt lopp på 2 140 m. Åren 2005–2017 kördes loppet med två heat över sprinterdistans, 1 640 m, där startspåren inverteras i det andra heatet (spår 1 blir spår 8 i heat 2 och så vidare). Om två olika hästar vann varsitt heat, kördes ett skiljeheat. Inför 2018 års upplaga av loppet gjordes upplägget om till att kora en vinnare över 3 140 meter med autostart. Detta för att få ett lopp som sticker ut i storloppskalendern, både prispengamässigt och med ändrad distans.
Tävlingen är en invitationstävling, vilket betyder att endast inbjudna hästar och kuskar får delta. För att en häst ska kunna bli inbjuden så måste den vara 4 år eller äldre.
Även loppen Åby Stora Montépris och Åby Stora Kallblodspris körs samma dag.
I 2019 års upplaga segrade Propulsion på nytt världsrekord med tiden 1.12,8 över 3 140 meter autostart. Propulsion fråntogs senare sina två segrar i Åby Stora Pris (2018, 2019) då det framkommit att han varit nervsnittad i sina hovar och ej varit startberättigad.

## Vinnare
| År   | Häst                                   | Kusk                                   | Tränare                                | Tid                                    | Tvåa                                   | Trea                                   | Distans                                |
| ---- | -------------------------------------- | -------------------------------------- | -------------------------------------- | -------------------------------------- | -------------------------------------- | -------------------------------------- | -------------------------------------- |
| 2024 | Loppet kördes som Åby World Grand Prix | Loppet kördes som Åby World Grand Prix | Loppet kördes som Åby World Grand Prix | Loppet kördes som Åby World Grand Prix | Loppet kördes som Åby World Grand Prix | Loppet kördes som Åby World Grand Prix | Loppet kördes som Åby World Grand Prix |
| 2023 | Admiral As                             | Örjan Kihlström                        | Daniel Redén                           | 1.12,5                                 | Bengurion Jet                          | Power                                  | 3 140 m                                |
| 2022 | Moni Viking                            | Björn Goop                             | Björn Goop                             | 1.12,4                                 | Hail Mary                              | Oracle Tile                            | 3 140 m                                |
| 2021 | Milligan's School                      | Ulf Eriksson                           | Stefan Melander                        | 1.11,8                                 | Zarenne Fas                            | Mindyourvalue W.F.                     | 3 140 m                                |
| 2020 | Moni Viking                            | Björn Goop                             | Björn Goop                             | 1.12,4                                 | Who's Who                              | Cyber Lane                             | 3 140 m                                |
| 2019 | Makethemark                            | Ulf Ohlsson                            | Petri Salmela                          | 1.13,0a                                | Milligan's School                      | Reckless                               | 3 140 m                                |
| 2018 | Readly Express                         | Jorma Kontio                           | Timo Nurmos                            | 1.13,2a                                | Reckless                               | Sorbet                                 | 3 140 m                                |
| 2017 | Midnight Hour                          | Iikka Nurmonen                         | Ossi Nurmonen                          | 1.16,9a                                | Muscle Hustle                          | Turno di Azzurra                       | 1 640 m                                |
| 2016 | Un Mec d'Héripré                       | Björn Goop                             | Fabrice Souloy                         | 1.11,0a                                | [ 14 ]                                 |                                        | 1 640 m                                |
| 2015 | Support Justice                        | Geir Vegard Gundersen                  | Geir Vegard Gundersen                  | 1.11,6a                                | Västerbo Highflyer                     |                                        | 1 640 m                                |
| 2014 | Commander Crowe                        | Örjan Kihlström                        | Fabrice Souloy                         | 1.12,1a                                | Quid Pro Quo                           | Juliano Rags                           | 1 640 m                                |
| 2013 | Sebastian K.                           | Jorma Kontio                           | Åke Svanstedt                          | 1.11,5a                                | Save The Quick                         | Commander Crowe                        | 1 640 m                                |
| 2012 | Sebastian K.                           | Åke Svanstedt                          | Åke Svanstedt                          | 1.11,2a                                | Commander Crowe                        | Oracle                                 | 1 640 m                                |
| 2011 | Rapide Lebel                           | Éric Raffin                            | Sébastien Guarato                      | 1.11,5a                                |                                        |                                        | 1 640 m                                |
| 2010 | Lisa America                           | Torbjörn Jansson                       | Jerry Riordan                          | 1.10,1a                                | Torvald Palema                         | Beanie M.M.                            | 1 640 m                                |
| 2009 | Torvald Palema                         | Åke Svanstedt                          | Åke Svanstedt                          | 1.10,4a                                | Commander Crowe                        | Garland Kronos                         | 1 640 m                                |
| 2008 | Garland Kronos                         | Lutfi Kolgjini                         | Lutfi Kolgjini                         | 1.13,1a                                | L'Amiral Mauzun                        |                                        | 1 640 m                                |
| 2007 | Giant Superman                         | Fredrik B. Larsson                     | Fredrik B. Larsson                     | 1.13,5a                                | Oiseau De Feux                         |                                        | 1 640 m                                |
| 2006 | Red Chili Pirat                        | Örjan Kihlström                        | Patrik Södervall                       | 1.11,6a                                | Passionate Kemp                        | Adams Hall                             | 1 640 m                                |
| 2005 | Gidde Palema                           | Åke Svanstedt                          | Åke Svanstedt                          | 1.13,3a                                | Steinlager                             |                                        | 1 640 m                                |
| 2004 | Steinlager                             | Per Oleg Midtfjeld                     | Per Oleg Midtfjeld                     | 1.13,5a                                | Infant du Bossis                       | Giant Superman                         | 2 140 m                                |
| 2003 | Gidde Palema                           | Åke Svanstedt                          | Åke Svanstedt                          | 1.12,1a                                | Couch Doctor                           | Scarlet Knight                         | 2 140 m                                |
| 2002 | Victory Tilly                          | Stig H. Johansson                      | Stig H. Johansson                      | 1.13,5a                                | Legendary Lover K.                     | Etain Royal                            | 2 140 m                                |
| 2001 | Etain Royal                            | Jorma Kontio                           | Pirjo Vauhkonen                        | 1.13,1a                                | Com Hector                             | Victory Tilly                          | 2 140 m                                |
| 2000 | Victory Tilly                          | Stig H. Johansson                      | Stig H. Johansson                      | 1.13,3a                                | Frisky Frazer                          | Gidde Palema                           | 2 140 m                                |
| 1999 | Général du Pommeau                     | Jules Lepennetier                      | Jules Lepennetier                      | 1.14,4a                                | Indian Silver                          | Rite On Line                           | 2 140 m                                |
| 1998 | Rite On Line                           | Atle Hamre                             | Atle Hamre                             | 1.14,3a                                | Ezira Josselyn                         | Zoogin                                 | 2 140 m                                |
| 1997 | Gentle Star                            | Gunleif Tollefsen                      | Gunleif Tollefsen                      | 1.15,0a                                | Rite On Line                           | Zoogin                                 | 2 140 m                                |
| 1996 | Zoogin                                 | Åke Svanstedt                          | Åke Svanstedt                          | 1.14,3a                                | His Majesty                            | Abo Volo                               | 2 140 m                                |
| 1995 | Zoogin                                 | Åke Svanstedt                          | Åke Svanstedt                          | 1.13,6a                                | Copiad                                 | His Majesty                            | 2 140 m                                |
| 1994 | Houston Laukko                         | Jorma Kontio                           | Pekka Yli-Houhala                      | 1.13,8a                                | Copiad                                 | Sea Cove                               | 2 140 m                                |
| 1993 | Queen L.                               | Stig H. Johansson                      | Stig H. Johansson                      | 1.13,2a                                | Sea Cove                               | Nordin Hanover                         | 2 140 m                                |
| 1992 | Sea Cove                               | Jos Verbeeck                           | Harald Grendel                         | 1.14,5a                                | Kosar                                  | Somollison                             | 2 140 m                                |
| 1991 | Prince Mystic                          | Atle Hamre                             | Atle Hamre                             | 1.14,0a                                | Peace Corps                            | Nordin Hanover                         | 2 140 m                                |
| 1990 | Reve d'Udon                            | Yves Dreux                             | Bernard Desmontils                     | 1.14,0a                                | Jet Ribb                               | Red Rhone                              | 2 140 m                                |
| 1989 | Quellou                                | Pierre Levesque                        | Pierre Levesque                        | 1.14,9a                                | Napoletano                             | Lord Quick                             | 2 140 m                                |
| 1988 | Ourasi                                 | Jean René Gougeon                      | Jean René Gougeon                      | 1.14,5a                                | Jet Ribb                               | Mack the Knife                         | 2 140 m                                |
| 1987 | Jet Ribb                               | Hans G. Eriksson                       | Per-Erik Eriksson                      | 1.14,8a                                | Big Spender                            | Grades Singing                         | 2 140 m                                |
| 1986 | Utah Bulwark                           | Stig H. Johansson                      | Stig H. Johansson                      | 1.14,3a                                | Grades Singing                         | Hallon Brunn                           | 2 140 m                                |
| 1985 | Minou du Donjon                        | Olle Goop                              | Jean Lou Peupion                       | 1.15,4a                                | Ellizar H.                             | Noble Atout                            | 2 140 m                                |
| 1984 | The Onion                              | Stig H. Johansson                      | Stig H. Johansson                      | 1.14,8a                                | Legolas                                | Shane T. Hanover                       | 2 140 m                                |
| 1983 | Legolas                                | Thomas Nilsson                         | Thomas Nilsson                         | 1.14,6a                                | Snack Bar                              | Ideal du Gazeau                        | 2 140 m                                |
| 1982 | Ideal du Gazeau                        | Eugene Lefevre                         | Eugene Lefevre                         | 1.15,6a                                | Nino Blazing                           | Keystone Patriot                       | 2 140 m                                |
| 1981 | Ideal du Gazeau                        | Eugene Lefevre                         | Eugene Lefevre                         | 1.18,4                                 | Mustard                                | Dartster F.                            | 2 140 m                                |
| 1980 | Express Gaxe                           | Gunnar Axelryd                         | Gunnar Axelryd                         | 1.15,0a                                | Lionel Minbar                          | Ianthin                                | 2 140 m                                |
| 1979 | Hadol du Vivier                        | Jean René Gougeon                      | Jean René Gougeon                      | 1.15,5a                                | Petite Evander                         | Tarok                                  | 2 140 m                                |
| 1978 | Charme Asserdal                        | Heikki Korpi                           | Timo Eve                               | 1.16,9a                                | Express Gaxe                           | Petite Evander                         | 2 140 m                                |
| 1977 | Micko Tilly                            | Olle Lindqvist                         | Olle Lindqvist                         | 1.16,3                                 | Opal H.                                | Duke Iran                              | 2 140 m                                |
| 1976 | Dines P.                               | Michel Feuillet                        | Michel Marcel Gougeon                  | 1.18,9                                 | Arbont                                 | Clissa                                 | 2 140 m                                |
| 1975 | Loppet kördes ej.                      | Loppet kördes ej.                      | Loppet kördes ej.                      | Loppet kördes ej.                      | Loppet kördes ej.                      | Loppet kördes ej.                      | 2 140 m                                |
| 1974 | Knabe                                  | Olle Goop                              | Björn Martinsson                       | 1.18,6                                 | Air France                             | Lyon                                   | 2 140 m                                |
| 1973 | Bill D.                                | André L. Dreux                         |                                        | 1.17,8                                 | Atout du Moulin                        | Emter W                                | 2 140 m                                |
| 1972 | Lyon                                   | Olle Elfstrand                         | Olle Elfstrand                         | 1.21,3                                 | Flight Chap                            | Big Lama                               | 2 140 m                                |
| 1971 | Harper Arrow                           | Lennart Stjernlöf                      |                                        | 1.21,0                                 | Unor                                   | Flight Chap                            | 2 140 m                                |
| 1970 | Lyon                                   | Olle Elfstrand                         | Olle Elfstrand                         | 1.20,4                                 | I S.                                   | Un Gaillard                            | 2 140 m                                |
| 1969 | Fairland                               | Uno Swed                               |                                        | 1.21,2                                 | Toréador II                            | Near Me                                | 2 140 m                                |
| 1968 | Pulemjot                               | Stig H. Nilsson                        |                                        | 1.19,8                                 | Monte Hill                             | Golden Will                            | 2 140 m                                |
| 1967 | Lill Mavil                             | Svenning Eriksson                      |                                        | 1.24,0                                 | Rodney Key                             | Big Lama                               | 2 140 m                                |
| 1966 | Orlof                                  | Algot Scott                            | Algot Scott                            | 1.19,9                                 | Moneymaker                             | Rodney Key                             | 2 140 m                                |
| 1965 | Pluvier III                            | Gunnar Nordin                          |                                        | 1.19,8                                 | Petite Amoy F                          | Elaine Rodney                          | 2 140 m                                |
| 1964 | Frances Nibs                           | Olle Andersson                         |                                        | 1.21,3                                 | Emigrant                               | Julienne                               | 2 140 m                                |
| 1963 | Oscar R.L.                             | Henri Levesque                         |                                        | 1.20,4                                 | Julienne                               | Metro Star                             | 2 140 m                                |
| 1962 | Aprilsnar                              | Kaj Hansen                             |                                        | 1.23,0                                 | Rangoon                                | Amit H                                 | 2 140 m                                |
| 1961 | Kracovie                               | Raoul Vercruysse                       |                                        | 1.19,0                                 | King Bunter                            | Direktiv                               | 2 140 m                                |
| 1960 | Hairos II                              | Willem H. Geersen                      |                                        | 1.18,6                                 |                                        |                                        | 2 140 m                                |
| 1959 | Icare IV                               | Walter Baroncini                       |                                        | 1.19,3                                 |                                        |                                        | 2 140 m                                |
| 1958 | Io d'Amour                             | Eddie Freundt                          |                                        | 1.20,4                                 |                                        |                                        | 2 140 m                                |
| 1957 | Gelinotte                              | Charlie Mills                          | Charlie Mills                          | 1.20,2                                 |                                        |                                        | 2 140 m                                |
| 1956 | Gelinotte                              | Charlie Mills                          | Charlie Mills                          | 1.20,0                                 |                                        |                                        | 2 140 m                                |
| 1955 | Ejadon                                 | Johannes Frömming                      |                                        | 1.18,9                                 |                                        |                                        | 2 140 m                                |
| 1954 | Mac Kinley                             | Willem H. Geersen                      |                                        | 1.21,5                                 |                                        |                                        | 2 140 m                                |
| 1953 | Scotch Tistle                          | Vicenti Ossani                         |                                        | 1.21,7                                 |                                        |                                        | 2 140 m                                |
| 1952 | Iran Scott                             | Carl A. Schoug                         |                                        | 1.22,8                                 |                                        |                                        | 2 140 m                                |
| 1951 | Iran Scott                             | Carl A. Schoug                         |                                        | 1.22,2                                 |                                        |                                        | 2 140 m                                |
| 1950 | Frances Bulwark                        | Sören Nordin                           | Sören Nordin                           | 1.22,3                                 |                                        |                                        | 2 140 m                                |
| 1949 | Scotch Fez                             | Sören Nordin                           | Sören Nordin                           | 1.22,4                                 |                                        |                                        | 2 140 m                                |
| 1948 | Locomotive                             | Gunnar Nordin                          |                                        | 1.21,8                                 |                                        |                                        | 2 140 m                                |
| 1947 | Optimist                               | Gösta Nordin                           |                                        | 1.23,7                                 |                                        |                                        | 2 140 m                                |
| 1946 | Justus                                 | Sören Nordin                           |                                        | 1.23,4                                 |                                        |                                        | 2 140 m                                |
| 1945 | Dieter Asa                             | Stig Karlsson                          |                                        | 1.23,6                                 |                                        |                                        | 2 140 m                                |
| 1944 | Exklusiv                               | Gösta Nordin                           |                                        | 1.23,8                                 |                                        |                                        | 2 140 m                                |
| 1943 | Volburn                                | Gösta Nordin                           |                                        | 1.22,9                                 |                                        |                                        | 2 140 m                                |
| 1942 | Trumps                                 | Ragnar Thorngren                       | Ragnar Thorngren                       | 1.23,3                                 |                                        |                                        | 2 140 m                                |
| 1941 | Big Noon                               | Gösta Nordin                           | Gösta Nordin                           | 1.21,9                                 |                                        |                                        | 2 140 m                                |
| 1940 | Craftsman                              | Oscar Persson                          | Oscar Persson                          | 1.22,0                                 |                                        |                                        | 2 140 m                                |
| 1939 | Harper Hanover                         | Oscar Persson                          | Oscar Persson                          | 1.21,0                                 |                                        |                                        | 2 140 m                                |
| 1938 | Escape                                 | Ragnar Thorngren                       | Ragnar Thorngren                       | 1.21,9                                 |                                        |                                        | 2 140 m                                |
| 1937 | True Hanover                           | Ragnar Thorngren                       | Ragnar Thorngren                       | 1.25,1                                 |                                        |                                        | 2 140 m                                |
| 1936 | Guy Montgomery P.                      | Paul P. Nielsen                        |                                        | 1.28,6                                 |                                        |                                        | 2 140 m                                |